# 上菱野城
上菱野城（かみひしのじょう）、または山口城（やまぐちじょう）は、愛知県瀬戸市矢形町にあった日本の城（平城）。屋形の城（やかたのしろ）とも呼ばれる。

## 歴史
鎌倉時代に尾張国山田荘の地頭であった山田泰親が、子の山田重元に地頭職を譲って隠居するにあたり居館として築城したと伝わる。本泉寺を建立した弘安6年（1283年）に廃城になった。

## 現在の状況
城跡は本泉寺となっているが、寺の駐車場脇に土塁跡とされる土手状の遺構や堀跡とされる池が残る。